# Supercoupe du Japon de football 2002
Navigation
Édition précédente Édition suivante
L'édition 2002 de la Supercoupe du Japon est la 9e de la Supercoupe du Japon et se déroule le 23 février 2002 au Stade olympique national à Tokyo au Japon.
Les règles du match sont les suivantes : la durée de la rencontre est de 90 minutes, puis, en cas de match nul, les deux équipes se départageront directement lors d'une séance de tirs au but.
Le match oppose le Kashima Antlers, vainqueur de la J League 2001, face au Shimizu S-Pulse, vainqueur de la Coupe du Japon 2001.

## Feuille de match
| Kashima ·      |                    |     |
| Titulaires :   |                    |     |
|                |                    |     |
| 21             | Hitoshi Sogahata   |     |
| 16             | Augusto            |     |
| 03             | Yutaka Akita       |     |
| 05             | Fabiano            |     |
| 02             | Akira Narahashi    |     |
| 10             | Masashi Motoyama   | 89e |
| 05             | Koji Nakata        |     |
| 18             | Koji Kumagai       |     |
| 08             | Mitsuo Ogasawara   |     |
| 13             | Atsushi Yanagisawa | 82e |
| 30             | Takayuki Suzuki    |     |
|                |                    |     |
| Remplaçants :  |                    |     |
| 29             | Riki Takasaki      |     |
| 20             | Tomohiko Ikeuchi   | 89e |
| 06             | Yasuto Honda       | 82e |
| 11             | Yoshiyuki Hasegawa |     |
| 09             | Tomoyuki Hirase    |     |
|                |                    |     |
| Entraîneur :   |                    |     |
| Toninho Cerezo |                    |     |

| Shimizu ·         |                    |     |
| Titulaires :      |                    |     |
|                   |                    |     |
| 20                | Takaya Kurokawa    |     |
| 03                | Takuma Koga        |     |
| 19                | Shohei Ikeda       |     |
| 06                | Katsumi Oenoki     |     |
| 08                | Alex               |     |
| 05                | Yasuhiro Yoshida   |     |
| 13                | Kohei Hiramatsu    |     |
| 04                | Kazuyuki Toda      |     |
| 25                | Daisuke Ichikawa   |     |
| 09                | Marcelo Baron      |     |
| 10                | Masaaki Sawanobori | 83e |
|                   |                    |     |
| Remplaçants :     |                    |     |
| 16                | Keisuke Hada       |     |
| 12                | Srđan Pecelj       |     |
| 21                | Kazumichi Takagi   |     |
| 18                | Kotaro Yamazaki    |     |
| 17                | Takayuki Yokoyama  | 83e |
|                   |                    |     |
| Entraîneur :      |                    |     |
| Zdravko Zemunović |                    |     |

| Kashima ·      |                    |     |
| Titulaires :   |                    |     |
|                |                    |     |
| 21             | Hitoshi Sogahata   |     |
| 16             | Augusto            |     |
| 03             | Yutaka Akita       |     |
| 05             | Fabiano            |     |
| 02             | Akira Narahashi    |     |
| 10             | Masashi Motoyama   | 89e |
| 05             | Koji Nakata        |     |
| 18             | Koji Kumagai       |     |
| 08             | Mitsuo Ogasawara   |     |
| 13             | Atsushi Yanagisawa | 82e |
| 30             | Takayuki Suzuki    |     |
|                |                    |     |
| Remplaçants :  |                    |     |
| 29             | Riki Takasaki      |     |
| 20             | Tomohiko Ikeuchi   | 89e |
| 06             | Yasuto Honda       | 82e |
| 11             | Yoshiyuki Hasegawa |     |
| 09             | Tomoyuki Hirase    |     |
|                |                    |     |
| Entraîneur :   |                    |     |
| Toninho Cerezo |                    |     |

| Shimizu ·         |                    |     |
| Titulaires :      |                    |     |
|                   |                    |     |
| 20                | Takaya Kurokawa    |     |
| 03                | Takuma Koga        |     |
| 19                | Shohei Ikeda       |     |
| 06                | Katsumi Oenoki     |     |
| 08                | Alex               |     |
| 05                | Yasuhiro Yoshida   |     |
| 13                | Kohei Hiramatsu    |     |
| 04                | Kazuyuki Toda      |     |
| 25                | Daisuke Ichikawa   |     |
| 09                | Marcelo Baron      |     |
| 10                | Masaaki Sawanobori | 83e |
|                   |                    |     |
| Remplaçants :     |                    |     |
| 16                | Keisuke Hada       |     |
| 12                | Srđan Pecelj       |     |
| 21                | Kazumichi Takagi   |     |
| 18                | Kotaro Yamazaki    |     |
| 17                | Takayuki Yokoyama  | 83e |
|                   |                    |     |
| Entraîneur :      |                    |     |
| Zdravko Zemunović |                    |     |